# Le Ménil-Scelleur
Le Ménil-Scelleur ist eine französische Gemeinde  mit 87 Einwohnern (Stand 1. Januar 2022) im Département Orne in der Region Normandie. Sie gehört zum Arrondissement Alençon und zum Kanton Magny-le-Désert.

## Lage
Die Gemeinde Le Ménil-Scelleur liegt auf 235 Metern über dem Meer im Regionalen Naturpark Normandie-Maine, 30 Kilometer nordwestlich von Alençon. Das nach Norden abfallende Gelände des Gemeindegebietes wird über die Flüsse Udon und Cance zur Orne entwässert. Nachbargemeinden von Le Ménil-Scelleur sind Boucé im Nordosten, La Lande-de-Goult und Saint-Sauveur-de-Carrouges im Südosten, Sainte-Marguerite-de-Carrouges im Südwesten sowie Sainte-Marie-la-Robert und Saint-Martin-l’Aiguillon im Nordwesten.

## Bevölkerungsentwicklung
| Jahr                       | 1962 | 1968 | 1975 | 1982 | 1990 | 1999 | 2006 | 2013 | 2021 |
| -------------------------- | ---- | ---- | ---- | ---- | ---- | ---- | ---- | ---- | ---- |
| Einwohner                  | 123  | 123  | 130  | 116  | 98   | 107  | 111  | 102  | 82   |
| Quellen: Cassini und INSEE |      |      |      |      |      |      |      |      |      |

## Sehenswürdigkeiten

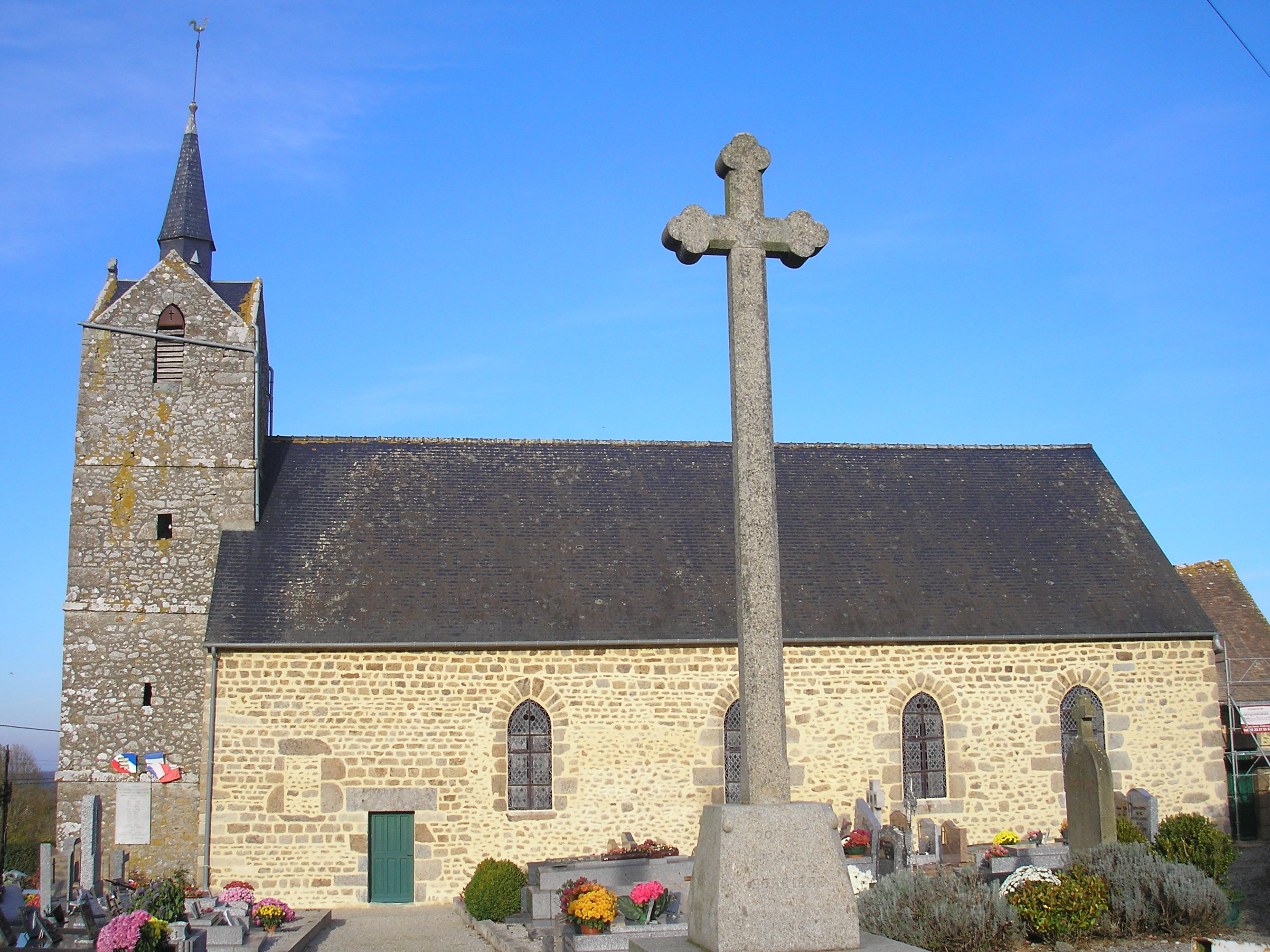
Kirche Saint-Hilaire

- Kirche Saint-Hilaire
- Wasserturm